# ONEFA 1998
La Liga Mayor de la ONEFA 1998 fue la septuagésima octava temporada de la máxima competencia de Fútbol Americano en México y la vigésima administrada por la Organización Nacional Estudiantil de Fútbol Americano. En esta temporada, la Liga Mayor estuvo compuesta por dos conferencias: la Conferencia de los 10 Grandes y la Conferencia Nacional, esta última dividida en tres grupos.

## Equipos participantes

### Conferencia de los 10 Grandes
| Equipo            | Institución                             | Estadio                        | Ciudad                                 |
| ----------------- | --------------------------------------- | ------------------------------ | -------------------------------------- |
| Águilas Blancas   | Instituto Politécnico Nacional          | Estadio Wilfrido Massieu       | Ciudad de México                       |
| Auténticos Tigres | Universidad Autónoma de Nuevo León      | Estadio Gaspar Mass            | San Nicolás de los Garza, Nuevo León   |
| Aztecas           | Universidad de las Américas Puebla      | Templo del Dolor               | Cholula, Puebla                        |
| Borregos Salvajes | ITESM Campus Estado de México           | Corral de Plástico             | Atizapán de Zaragoza, Estado de México |
| Borregos Salvajes | ITESM Campus Laguna                     | La Rosita                      | Torreón, Coahuila                      |
| Borregos Salvajes | ITESM Campus Monterrey                  | Estadio Tecnológico            | Monterrey, Nuevo León                  |
| Borregos Salvajes | ITESM Campus Toluca                     | La Congeladora                 | Toluca, Estado de México               |
| Centinelas        | Cuerpo de Guardias Presidenciales       | Estadio Joaquín Amaro          | Ciudad de México                       |
| Pieles Rojas      | Instituto Politécnico Nacional          | Estadio Wilfrido Massieu       | Ciudad de México                       |
| Pumas             | Universidad Nacional Autónoma de México | Estadio Olímpico Universitario | Ciudad de México                       |

### Conferencia Nacional
| Equipo            | Institución                                | Estadio                                    | Ciudad                                 |
| Grupo A           | Grupo A                                    | Grupo A                                    | Grupo A                                |
| ----------------- | ------------------------------------------ | ------------------------------------------ | -------------------------------------- |
| Gatos Salvajes    | Universidad Autónoma de Querétaro          | Estadio Municipal de Querétaro             | Querétaro, Querétaro                   |
| Guerreros Aztecas | Guerreros Aztecas A.C.                     | Xochimilco                                 | Ciudad de México                       |
| Leones            | Universidad Anáhuac México Campus Sur      | Anáhuac Corona                             | Ciudad de México                       |
| Panteras Negras   | Universidad Autónoma Metropolitana         | Estadio Roberto "Tapatío" Méndez           | Ciudad de México                       |
| Potros Salvajes   | Universidad Autónoma del Estado de México  | Estadio Juan Josafat Pichardo              | Toluca, Estado de México               |
| Toros Salvajes    | Universidad Autónoma Chapingo              | Estadio José Palomo Ruiz Tapia             | Texcoco, Estado de México              |
| Zorros            | Instituto Tecnológico de Querétaro         | El Pocito                                  | Querétaro, Querétaro                   |
| Grupo B           |                                            |                                            |                                        |
| Borregos Salvajes | ITESM Campus Ciudad de México              | Disney Field                               | Ciudad de México                       |
| Cherokees         | Universidad del Valle de México            | Cherokees Culhuacán                        | Ciudad de México                       |
| Cheyennes         | Instituto Politécnico Nacional             | Estadio Wilfrido Massieu                   | Ciudad de México                       |
| Frailes           | Universidad del Tepeyac                    | Club Deportivo Comanches                   | Atizapán de Zaragoza, Estado de México |
| Gamos             | Centro Universitario México                | Cuemanco                                   | Ciudad de México                       |
| Lobos             | Universidad Autónoma de Coahuila           | Estadio Jorge Castro                       | Saltillo, Coahuila                     |
| Pumas             | Facultad de Estudios Superiores Acatlán    | Perros Negros                              | Naucalpan de Juárez, Estado de México  |
| Grupo C           |                                            |                                            |                                        |
| Águilas           | Universidad Autónoma de Chihuahua          | Nido Águilas                               | Chihuahua, Chihuahua                   |
| Borregos Salvajes | ITESM Campus Chihuahua                     | ITESM Chihuahua                            | Chihuahua, Chihuahua                   |
| Buitres           | Universidad Autónoma Agraria Antonio Narro | Universidad Autónoma Agraria Antonio Narro | Saltillo, Coahuila                     |
| Burros Pardos     | Instituto Tecnológico de Saltillo          | Saltillo-ITS                               | Saltillo, Coahuila                     |
| Correcaminos      | Universidad Autónoma de Tamaulipas         | Estadio Eugenio Alvizo Porras              | Ciudad Victoria, Tamaulipas            |
| Gatos Negros      | Instituto Tecnológico de la Laguna         | Instituto Tecnológico de la Laguna         | Torreón, Coahuila                      |
| Liebres           | Instituto Tecnológico de Ciudad Juárez     | Instituto Tecnológico de Cd. Juárez        | Ciudad Juárez, Chihuahua               |

## Standings

### Conferencia de los 10 Grandes
| Equipo                            | Récord | Cociente | PF  | PC  | Racha |
| --------------------------------- | ------ | -------- | --- | --- | ----- |
| Borregos Salvajes ITESM Monterrey | 9 – 0  | 1.000    | 345 | 149 | G9    |
| Aztecas UDLA                      | 7 – 2  | 0.778    | 255 | 158 | G2    |
| Borregos Salvajes ITESM CEM       | 6 – 3  | 0.667    | 212 | 93  | G6    |
| Auténticos Tigres UANL            | 5 – 4  | 0.556    | 139 | 144 | P1    |
| Águilas Blancas IPN               | 5 – 4  | 0.556    | 183 | 155 | P1    |
| Pumas CU UNAM                     | 5 – 4  | 0.556    | 199 | 184 | G1    |
| Borregos Salvajes ITESM Laguna    | 3 – 6  | 0.333    | 157 | 205 | P2    |
| Borregos Salvajes ITESM Toluca    | 2 – 7  | 0.222    | 89  | 164 | P5    |
| Centinelas CGP                    | 2 – 7  | 0.222    | 138 | 255 | P3    |
| Pieles Rojas IPN                  | 1 – 8  | 0.111    | 106 | 316 | G1    |

     Clasificado a Postemporada
     Desciende a la Conferencia Nacional

### Conferencia Nacional
| Grupo A                           | Grupo A | Grupo A  | Grupo A | Grupo A | Grupo A |
| Equipo                            | Récord  | Cociente | PF      | PC      | Racha   |
| --------------------------------- | ------- | -------- | ------- | ------- | ------- |
| Panteras Negras UAM               | 6 – 0   | 1.000    | 149     | 56      | G6      |
| Potros Salvajes UAEM              | 5 – 1   | 0.833    | 130     | 53      | G1      |
| Leones Anáhuac Sur                | 4 – 2   | 0.667    | 163     | 102     | G3      |
| Gatos Salvajes UAQ                | 3 – 3   | 0.5      | 62      | 74      | P1      |
| Toros Salvajes Chapingo           | 2 – 4   | 0.333    | 87      | 118     | P2      |
| Guerreros Aztecas A.C.            | 1 – 5   | 0.167    | 59      | 105     | P2      |
| Zorros ITQ                        | 0 – 6   | 0.000    | 39      | 181     | P6      |
| Grupo B                           |         |          |         |         |         |
| Equipo                            | Récord  | Cociente | PF      | PC      | Racha   |
| Pumas Acatlán                     | 6 – 0   | 1.000    | 152     | 108     | G6      |
| Gamos CUM                         | 5 – 1   | 0.833    | 176     | 87      | G1      |
| Lobos UAdeC                       | 4 – 2   | 0.667    | 165     | 82      | G3      |
| Borregos Salvajes ITESM CCM       | 3 – 3   | 0.5      | 195     | 136     | P2      |
| Frailes UT                        | 2 – 4   | 0.333    | 100     | 121     | G2      |
| Cherokees UVM                     | 1 – 5   | 0.167    | 119     | 132     | P4      |
| Cheyennes IPN                     | 0 – 6   | 0.000    | 21      | 231     | P6      |
| Grupo C                           |         |          |         |         |         |
| Equipo                            | Récord  | Cociente | PF      | PC      | Racha   |
| Correcaminos UAT                  | 5 – 1   | 0.833    | 227     | 111     | G2      |
| Águilas UACH                      | 4 – 2   | 0.667    | 154     | 60      | G4      |
| Burros Pardos ITS                 | 4 – 2   | 0.667    | 137     | 130     | G1      |
| Liebres ITCJ                      | 4 – 2   | 0.667    | 143     | 143     | P1      |
| Borregos Salvajes ITESM Chihuahua | 2 – 4   | 0.5      | 124     | 67      | P1      |
| Gatos Negros ITL                  | 2 – 4   | 0.5      | 161     | 180     | P3      |
| Buitres UAAAN                     | 0 – 6   | 0.000    | 35      | 290     | P6      |

     Clasificado a Postemporada

## Resultados

### Temporada regular
| Fecha            | Hora     | Local                   | Res.     | Visitante              | Estadio                                    |
| Semana 1         | Semana 1 | Semana 1                | Semana 1 | Semana 1               | Semana 1                                   |
| ---------------- | -------- | ----------------------- | -------- | ---------------------- | ------------------------------------------ |
| 4 de septiembre  | 19:00    | Burros Pardos ITS       | 10–7 TE  | Borregos Chihuahua     | Instituto Tecnológico de Saltillo          |
| 4 de septiembre  | 20:00    | Auténticos Tigres UANL  | 10–3     | Borregos CEM           | Estadio Gaspar Mass                        |
| 5 de septiembre  | 12:00    | Águilas Blancas IPN     | 35–16    | Pieles Rojas IPN       | Estadio Wilfrido Massieu                   |
| 5 de septiembre  | 12:00    | Borregos Toluca         | 21–0     | Centinelas CGP         | Estadio La Congeladora                     |
| 5 de septiembre  | 12:00    | Buitres UAAAN           | 6–48     | Gatos Negros ITL       | Universidad Autónoma Agraria Antonio Narro |
| 5 de septiembre  | 13:00    | Correcaminos UAT        | 46–26    | Liebres ITCJ           | Estadio Eugenio Alvizo Porras              |
| 5 de septiembre  | 14:00    | Borregos Laguna         | 10–23    | Aztecas UDLA           | La Rosita                                  |
| 5 de septiembre  | 16:00    | Pumas CU                | 28–42    | Borregos Monterrey     | Estadio Olímpico Universitario             |
| Semana 2         |          |                         |          |                        |                                            |
| 11 de septiembre | 16:00    | Pumas Acatlán           | 21–12    | Frailes UT             | Perros Negros                              |
| 11 de septiembre | 19:00    | Potros Salvajes UAEM    | 29–23    | Leones Anáhuac Sur     | Estadio Juan Josafat Pichardo              |
| 12 de septiembre | 11:00    | Borregos CCM            | 37–20    | Cherokees UVM          | Disney Field                               |
| 12 de septiembre | 12:00    | Centinelas CGP          | 23–16    | Auténticos Tigres UANL | Estadio Joaquín Amaro                      |
| 12 de septiembre | 12:00    | Aztecas UDLA            | 55–9     | Pieles Rojas IPN       | Templo del Dolor                           |
| 12 de septiembre | 12:00    | Borregos CEM            | 10–16    | Pumas CU               | Corral de Plástico                         |
| 12 de septiembre | 12:00    | Borregos Toluca         | 0–6 TE   | Águilas Blancas IPN    | Estadio La Congeladora                     |
| 12 de septiembre | 12:00    | Panteras Negras UAM     | 31–28    | Guerreros Aztecas      | Estadio Roberto 'Tapatío' Méndez           |
| 12 de septiembre | 12:00    | Borregos Chihuahua      | 14–17    | Correcaminos UAT       | ITESM Chihuahua                            |
| 12 de septiembre | 12:30    | Toros Salvajes Chapingo | 22–19    | Zorros ITQ             | Estadio José 'Palomo' Ruiz Tapia           |
| 12 de septiembre | 13:00    | Lobos UAC               | 35–7     | Cheyennes IPN          | Estadio Jorge Castro                       |
| 12 de septiembre | 14:00    | Borregos Laguna         | 9–38     | Borregos Monterrey     | La Rosita                                  |
| 12 de septiembre | 15:00    | Liebres ITCJ            | 44–6     | Buitres UAAAN          | Instituto Tecnológico de Ciudad Juárez     |
| 12 de septiembre | 15:00    | Águilas UACH            | 14–15    | Burros Pardos ITS      | Nido Águilas                               |

### Postemporada

#### Conferencia de los 10 Grandes
|  | Semifinales            | Semifinales  |    |  | Final              | Final |  |
|  |                        |              |    |  |                    |       |  |
|  |                        |              |    |  |                    |       |  |
|  | Borregos Monterrey     | 30           |    |  |                    |       |  |
|  | Auténticos Tigres UANL | 6            |    |  |                    |       |  |
|  |                        |              |    |  |                    |       |  |
|  |                        |              |    |  |                    |       |  |
|  |                        |              |    |  | Borregos Monterrey | 20    |  |
|  |                        | Aztecas UDLA | 17 |  |                    |       |  |
|  |                        |              |    |  |                    |       |  |
|  |                        |              |    |  |                    |       |  |
|  |                        |              |    |  |                    |       |  |
|  |                        |              |    |  |                    |       |  |
|  | Aztecas UDLA           | 32           |    |  |                    |       |  |
|  | Borregos CEM           | 29           |    |  |                    |       |  |

#### Conferencia Nacional
Los playoffs se jugaron entre los mejores ocho equipos de los tres grupos.
|  | Cuartos de final     | Cuartos de final |               |    | Semifinal | Semifinal |  |  | Final | Final |
|  |                      |                  |               |    |           |           |  |  |       |       |
|  |                      |                  |               |    |           |           |  |  |       |       |
|  |                      |                  |               |    |           |           |  |  |       |       |
|  | Pumas Acatlán        | 24               |               |    |           |           |  |  |       |       |
|  | Pumas Acatlán        | 24               |               |    |           |           |  |  |       |       |
|  | Leones Anáhuac Sur   | 21               |               |    |           |           |  |  |       |       |
|  | Leones Anáhuac Sur   | 21               | Pumas Acatlán | 37 |           |           |  |  |       |       |
|  |                      |                  | Pumas Acatlán | 37 |           |           |  |  |       |       |
|  |                      | Correcaminos UAT | 13            |    |           |           |  |  |       |       |
|  | Correcaminos UAT     | Correcaminos UAT | 13            | 21 |           |           |  |  |       |       |
|  | Correcaminos UAT     |                  |               | 21 |           |           |  |  |       |       |
|  | Águilas UACH         | 14               |               |    |           |           |  |  |       |       |
|  | Águilas UACH         | 14               | Pumas Acatlán | 13 |           |           |  |  |       |       |
|  |                      |                  | Pumas Acatlán | 13 |           |           |  |  |       |       |
|  |                      | Lobos UAC        | 19            |    |           |           |  |  |       |       |
|  | Potros Salvajes UAEM | Lobos UAC        | 19            | 13 |           |           |  |  |       |       |
|  | Potros Salvajes UAEM |                  |               | 13 |           |           |  |  |       |       |
|  | Gamos CUM            | 18               |               |    |           |           |  |  |       |       |
|  | Gamos CUM            | 18               | Gamos CUM     | 19 |           |           |  |  |       |       |
|  |                      |                  | Gamos CUM     | 19 |           |           |  |  |       |       |
|  |                      | Lobos UAC        | 28            |    |           |           |  |  |       |       |
|  | Panteras Negras UAM  | Lobos UAC        | 28            | 7  |           |           |  |  |       |       |
|  | Panteras Negras UAM  |                  |               | 7  |           |           |  |  |       |       |
|  | Lobos UAC            | 31               |               |    |           |           |  |  |       |       |
|  | Lobos UAC            | 31               |               |    |           |           |  |  |       |       |